# Bosquerola estriada
La bosquerola estriada o bosquerola de casquet (Setophaga striata) és una espècie d'ocell de la família dels parúlids (Parulidae) que habita els boscos boreals de coníferes i altres formacions boscoses d'Alaska, cap a l'est, a través del nord i el centre del Canadà fins Labrador, Terranova i Nova Escòcia i zones limítrofes dels Estats Units. Passa l'hivern al nord d'Amèrica del Sud.
Malgrat el seu pes mínim, de només dotze grams, que cada any recorren més de 2.500 quilòmetres sobre l'oceà Atlàntic, en dos o tres dies, i sense parar. Aquests ocells migren cada tardor des de l'Amèrica del Nord, a l'est del Canadà, fins a les costes de l'Amèrica del Sud, a les illes del Carib.
Aquesta petita au viu els boscos boreals del Canadà i els Estats Units entre la primavera i la tardor. Després es dirigeix a les Antilles o a les costes de Veneçuela i Colòmbia per al seu període d'hibernació. Les bosqueroles arriben a duplicar el seu pes per preparar aquest llarg viatge.